# Vecherd, Hajdú-Bihar
Vecherd (în maghiară Vekerd) este un sat în districtul Berettyóújfalu, județul Hajdú-Bihar, Ungaria, având o populație de 126 de locuitori (2011).

## Demografie
Componența etnică a satului Vecherd
     Maghiari (97,56%)
     Români (2,44%)
Componența confesională a satului Vecherd
     Ortodocși (33,33%)
     Reformați (31,75%)
     Fără religie (8,73%)
     Necunoscută (26,19%)
Conform recensământului din 2011, satul Vecherd avea 126 de locuitori. Din punct de vedere etnic, majoritatea locuitorilor (97,56%) erau maghiari, cu o minoritate de români (2,44%). Nu există o religie majoritară, locuitorii fiind ortodocși (33,33%), reformați (31,75%) și persoane fără religie (8,73%). Pentru 26,19% din locuitori nu este cunoscută apartenența confesională.

În anul 1881 la Vecherd locuiau 393 de persoane, dintre care 361 români, 13 maghiari, și 19 din alte etnii.